# Народна скупштина на Крфу 1916.
Народна скупштина на Крфу је одржана 28. августа — 9. октобра 1916 (по старом календару).

## На Крфу 1916.
По позиву владе, народни посланици који су са војском и владом избегли у савезничке земље, почели су да се сакупљају на острву Крфу. Утврђено је да је избегао довољан број народних посланика потребан за несметани рад Скупштине. После тога следио је Акт од 16. јула 1916. којим је Скупштина била позвана да настави рад у вароши Крфу. За скупштинске седнице била је репарирана сала месног позоришта. 28. августа 1916. одржана је прва скупштинска седница на Крфу, под председништвом Андре Николића и осталим часништвом које је било изабрано у ванредном сазиву сазваном указом од 12. јула 1914. y Ниш.
Седнице су отворене читањем Указа којим Наследник Престола Регент Александар, у име Краља Петра, позива Народну скупштину да настави рад. Председник је по томе одржао кратак комеморативни говор палим жртвама и предложио да им Народна скупштина, чим јој се укаже подесна прилика, приреди помен. „Ми настављамо наш рад изван земље“, рекао је председник Скупштине Андра Николић, „и ми трпимо притисак најгрубље силе, која нас је из наше земље потиснула. Али, иако су патње и материјалне штете огромне, ипак све то није могло помутити ведрину душе Србинове и веру у његову коначну победу... Сви Срби имају непоколебиво уверење да ће се, помоћу Божјом, са учешћем наше храбре војске и војске наших савезника, ускоро, извршити срећан обрт у ратовању, и да ће право поново заузети место грубе силе."

## Народни посланици
Скупштина је по томе упутила поздраве Краљу Петру, Регенту-Наследнику Престола Александру и поздравне телеграме савезничким војскама и њиховим народним представништвима. По томе је утврђено да се у изгнанству налазе народни посланици Алекса Жујовић, Алекса Ратарац, Александар Мијовић, Андра Николић, Андра Протић, Андра Станић, Андра Цветковић, Анта Радосављевић, Атанасије Шарковић, Бенцион Були, Благоје Илић, Богдан Јанковић, Богдан Михајловић, Богољуб Милошевић, Василије Миленковић, др. Велизар Јанковић, Велислав Вуловић, Велисав Михајловић, Веља Вукићевић, Владимир Жујевић, др. Војислав Маринковић, Гаврило Николић, Давид Карић, Давид Симић, Димитрије Средојевић , др. Драгољуб Аранђеловић, др. Драгољуб Павловић, Драгољуб Божиновић, Драгољуб Јоксимовић, Драгутин Васић, Душан Ђорђевић, Ђока Брачинац, Ђорђе Вуковић, Ђорђе Давинић, Ђорђе Златковић, Ђорђе Куртовић, Живојин Златић, Живојин Рафајловић, Живојин Шобић, Илија Илић, Илија Јосимовић, Илија Михајловић, Илија Пецић, Ива Павићевић, Јован Витановић, Јоца Селић, Јаша Продановић, Коста Стојановић, Коста Тимотијевић, Костадин Пешић, Крста Марковић, Крста Солујић, поп Лазар Поповић, Лаза С. Поповић, Лазар Симоновић, Љубомир Јовановић, Малиша Атанацковић, Маринко Станојевић, Марко Ђорђевић, Марко Трифковић, прота Милан Ђурић, Милан Капетановић, др. Милан Марковић, Милан Марјановић, Милан Мостић, Милија Батинић, Милинко Ристивојевић, Милоје Јовановић, Милован Лазаревић, Милорад Драшковић, Милорад Павловић, Милорад Пузић, Милош Бранковић, Милош Вучинић, Милош Трифуновић, Милутин Драговић, Милутин Станојевић, Милутин Трифуновић, Михаило Јовановић (врањски), поп Михаило Минић, Михаило С. Петровић, Михаило Срећковић, Михаило Радивојевић, Михаило Шкорић, Мита Михајловић Миладин Стефановић, др. Момчило Нинчић, Настас Благојевић, Настас Петровић, Недељко Николић, Никола Живановић, Никола Марковић, Никола Митић, Никола Пашић, Никола Поповић, Никодије Милетић, Обрен Вучићевић, Петар Вуксановић, Петар Јоновић, Павле Булић, Радисав Митровић, Радослав Агатоновић, Радисав Томић, Рајко Гавриловић, Ранко Обрадовић, Риста Топаловић, Сава Бајкић, Светозар Атанацковић, Светозар Ђорђевић, Светозар Мојковић, Сима Златичанин, Сима Микић, Сима Перић, Сретен Којић, Стојан Костић, Стојан Протић, Тихомир Константиновић, Тодор Станковић, Тома Живанић, Урош Бркић, Урош Ломовић, Урош Симић, Цветко Филиповић, Чеда Костић, Чеда Урошевић.
У Србији су остали народни посланици: Антоније Живановић, Божа Јеличић, Бора Поповић, др. Воја Вељковић, поп Герасим Поповић, Гаја Милорадовић, Драгољуб Илић, Драгољуб Симић, Драгутин Пећић, Драгић Муцић, Драгомир Драгојловић, Драгиша Лапчевић, Димитрије Машић, Живојин Тајсић, Живојин Златановић, Жика Дачић, Жика Микић, Јоца П. Јовановић, Јосип Војиновић, Ђорђе Панајотовић, Илија Анђелковић, Љуба Ђорђевић, Милутин Павловић, Михаило В. Илић, Маринко Ивковић, Милан Исаковић, Милован Сокић, Миливоје Ђорђевић, Михаило Ђорђевић, др. Пера Јовичић, др. Станојло Вукчевић, Сретен Милосављевић, Стојан Рибарац, Тома Зафировић, Тихомир Драшковић, Урош Лаловић, Михаило Илић, Михаило Трифунац. Утврђено је да се посланик Триша Кецлеровић такође налази у иностранству, али са непознатим местом боравка.

## Рад скупштине
Извршена је подела Скупштине на секције које су, ради мањег броја народних посланика, имале мањи број чланова него раније. Влади је постављено неколико важнијих питања и интерпелација које су одјек положаја и стања у коме се налазила у тим часовима напуштена Србија, војска и државно газдинство. Посланици су од владе тражили да јој се поднесу опширни експозеи из сваке поједине гране државног живота и даду објашњења која су била у вези са напуштањем Србије. Влада Николе Пашића изјавила је да је спремна да Скупштини даде тражена обавештења, али само на једној или више тајних седница, јер није налазила за опортуно да се о тим стварима расправља јавно, у туђој земљи. Скупштина је пристала да седнице на којима ће саслушати те извештаје буду тајне, па су неколико следећих седница биле посвећене претресу опште ситуације, владиним објашњењима и дискусији која се око тога развила.
Скупштини је, кад је завршен претрес владиних објашњења, поднесен предлог закона о ванредним кредитима у износу од 200.000,000 динара који је био потребан за задовољење ванредних и осталих државних потреба које су се јавиле и које ће се јавити због ратних прилика, као и за покриће свих државних издатака. Затим је узет у претрес закон о одлукама Париске економске конференције, уколико се њене одлуке односе на Србију. Дискусија око тога била је кратка. Трећи предлог којим се Народна скупштина на Крфу бавила био је предлог закона и изузетном поступању са војним бегунцима који је поднео Министар војске.
Како је потпредседник Скупштине др. Станојло Вукчевић остао у Србији, a други потпредседник био је дуже времена болестан па није могао отправљати своје дужности, 22. септембра 1916. изабран је за првог потпредседника Милован Лазаревић, a једно упражњено секретарско место попуњено је избором Павла Булића за секретара.
До 9. октобра 1916, кога је дана Скупштина завршила рад исцрпивши све послове који су је очекивали у току овога заседања, донесени су ови закони: закон о ванредним кредитима у износу од 200.000,000 динара; закон о узимању на знање и одобрењу закључака Париске економске конференције; ** закона о Народној Банци; закон о изузетном поступању са војним бегунцима из рата 1914, 1915. и 1916. године; ** закона о устројству војних судова; ** закона о поступку војних судова у кривичним делима; закон о привременом попуњавању чиновничких места за време рата.
Сем тога Народној скупштини био је поднесен и један посланички законски предлог, 20 интерпелација и 6 питања на председништво Скупштине.

## Крај рада скупштине
Растајући се са посланицима председник Народне скупштине Андра Николић изјавио је да ће Скупштина, кад настане за то потреба, бити сазвана да настави рад. Током последњих дана септембра и 1916. реорганизована српска војска водила је крваву Кајмакчаланску битку и Скупштина је са зебњом очекивала сваки њен подухват. Кајмакчалан је, најзад, пао, чиме је и један мали део Србије био ослобођен. Разилазећи се посланици су били у уверењу да ће се следећи пут састати у слободној Србији, што ће се остварити тек пуне две године доцније.